# Музыка Португалии

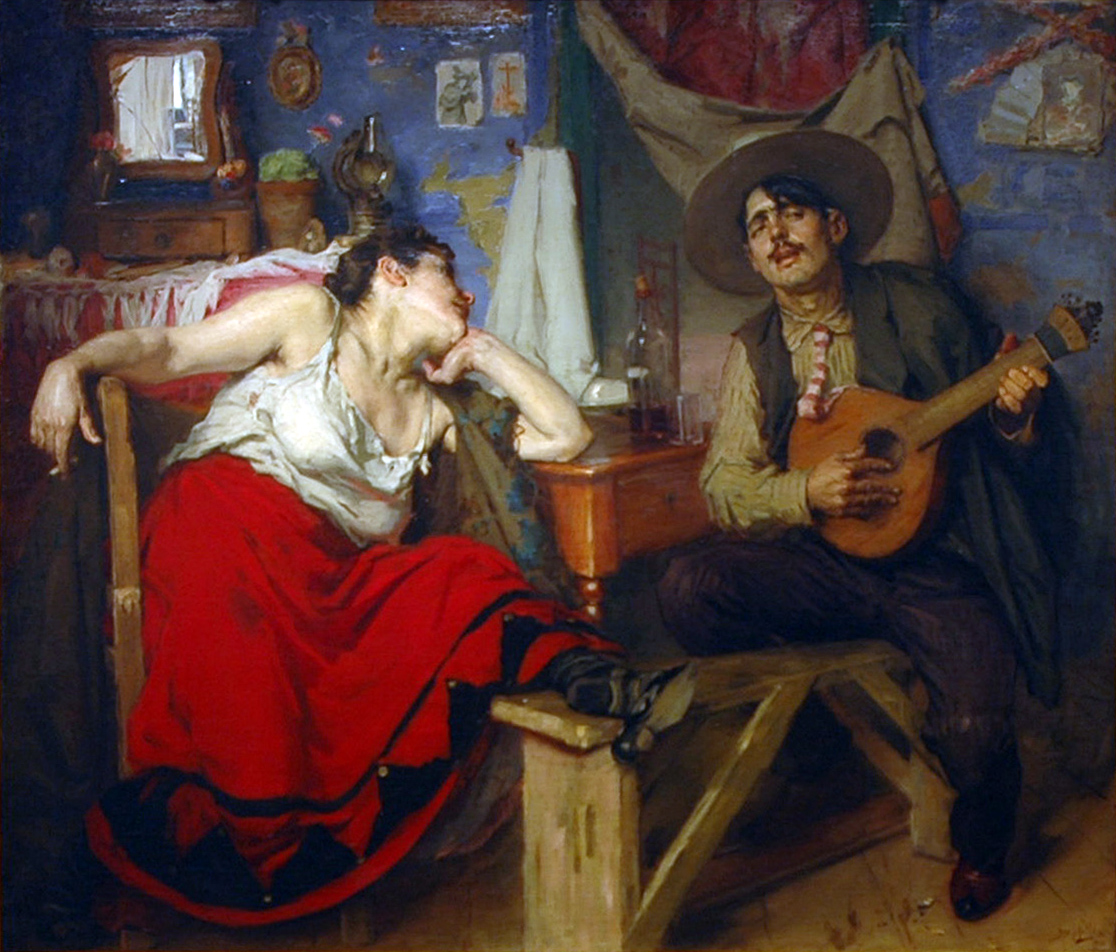
Фаду, картина Жузе Мальоа (1910)

Музыка Португалии имеет общие истоки с музыкой Испании и на протяжении веков развивалась во взаимодействии с ней, при этом отличаясь яркой самобытостью. На формирование музыкальной культуры Лузитании наложило отпечаток влияние древних культур Востока (финикийцев, греков, карфагенян), хотя оно было меньшим по сравнению с влиянием тех же культур на формирование испанской музыкальной традиции.
Развитие собственно португальской музыки началось в XII веке, после отделения графства Португалии от короны Кастилии и Леона и образования независимого королевства. Формирование португальской нации в результате усиления Реконкисты способствовало развитию профессиональной национальной музыки.

## История

### До XII века
Основой материальной и духовной культуры португальцев является романская культура, испытавшая в ходе становления и развития португальского государства влияние многих культурных компонентов, привнесенных и завоевателями португальских земель, и народами захваченных португальцами обширных владений. Это в полной мере относится и к становлению португальской музыкальной культуры.
В «Географии» Страбона (ок. I века до нашей эры) упоминаются хоровые песни лузитан, исполнявшиеся под аккомпанемент флейт и труб. В эпоху римского владычества (II век до нашей эры — V век нашей эры) в Лузитании распространяется христианство и с ним католические песнопения, связанные с латинской литургией. Нашествие вестготов в начале V века сопровождалось проникновением греко-византийского культового пения, что оставило след в позднейшей португальской музыке. Ведущим жанром был литургический гимн, имевший народно-песенные истоки. Наиболее древние народные песни — трудовые, календарные, а также связанные с церковными праздниками.
Древнейшие народные музыкальные инструменты лузитан:
- струнные щипковые — виуэла (позднее виола и виолан), кавакинью;
- духовые — гайта (волынка);
- ударные — забумба (большой цилиндрический барабан), тамбурин (барабан меньшего размера), адуфе (квадратный бубен с 2 мембранами).

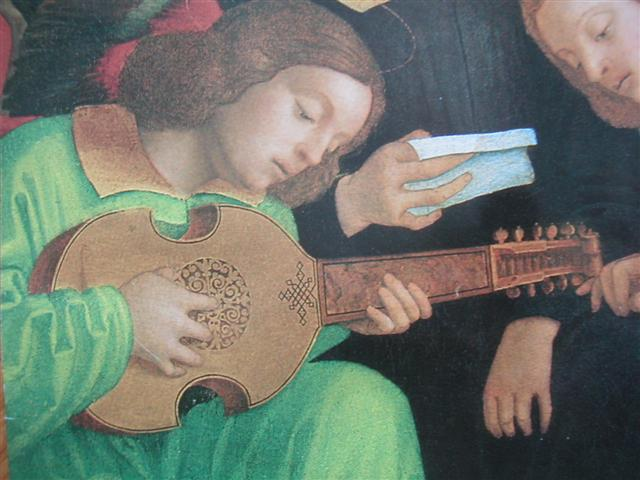
Ангел, играющий на виуэле (с картины Джироламо да Либри)

В музыке лузитан сохранялись средневековые лады, было характерно преобладание квадратных периодов, а в музыке пограничных с Испанией районов встречались переменные и смешанные метры.
Влияние музыкальных культур Востока (финикийцев, греков, карфагенян) оказало на музыку Лузитании меньшее влияние, чем на музыку соседней Испании. Несмотря на продолжительный период господства арабов (VIII—XV вв.), высокоразвитая арабская музыкальная культура практически не оказала влияния на музыку лузитан, не лишила её национального своеобразия (даже самый популярный у арабов инструмент уд не был принят ни испанцами, ни лузитанами).

### «Золотой век»: XII—XVI века
Развитие собственно португальской музыки началось в XII веке, после отделения Португалии от Кастилии и Леона и образования самостоятельного королевства. Формирование португальской нации в результате усиления Реконкисты способствовало развитию профессиональной национальной музыки. В 1290 король Диниш I открыл в Лиссабоне университет (в 1307 переведённый в Коимбру), в котором, наряду с другими, преподавались также музыкальные дисциплины.
XII—XIII века в Португалии были эпохой расцвета придворного искусства трубадуров. Трубадурами были и некоторые португальские короли — Саншу I, Афонсу III и Диниш I. Излюбленным жанром трубадуров была «кантариш ди жесту» (героико-эпическая песня, как правило, посвященная борьбе с маврами и подвигам рыцарей-христиан). Один из наиболее известных представителей этого искусства — Г. Ансурес (возможно, автор сборника «Кансан ду Фигейрал», сохранившегося в списке XV века) находился при дворе короля Саншу I. Среди других музыкально-поэтических жанров португальских трубадуров — трова, кансан, эндейша, солау, лоа, шакара, жанейра, майя, рей, серранилья, многие из которых имеют народное происхождение.
В народе были также популярны различные по тематике светские романсы, происходившие от «кантареш де жесту» (на исторические, рыцарские, любовные, а также религиозные сюжеты), исполнявшиеся жонглёрами, позднее — народными музыкантами, и вилансику, первоначально входившие в средневековые музыкально-драматические действа (типа ауто); позднее вилансику стали чисто песенной формой светского и религиозного содержания (в качестве рождественской песни сохранились в современной народной португальской и бразильской музыке). Среди танцев XIII—XIV веков в Португалии были распространены танец с мечами, круговые дансас де рода с пением; позднее возникли вира, вилан, маррафас, фаррапейра, эсталадиньо, мальян, а также шакота (позднее — чакона) и фолия, которые впоследствии вошли в европейскую инструментальную музыку.
В числе средневековых музыкальных инструментов (кроме сохранившихся с древности) в Португалии известны ребек, ситолон (струнный щипковый), а также арфа и псалтерий, известные и в других странах средневековой Европы.
В XV—XVI веках в Португалии интенсивно развивался музыкальный театр, основоположником которого является Жил Висенте (работавший также в Испании), в фарсах и аутос которого большое место занимала музыка. Возникли характерные формы инструментальной португальской музыки, появились композиторы-виуэлисты, такие как Дон Педру (герцог коимбрский), Ант. и Аф. да Силва, П. Ваш, Э. Парлимпу, виртуоз П. да Пена, культивировавшие вариационные формы инструментальной музыки — так называемые глосы и диференсиас, а также тентос (полифония, пьесы типа ричеркара), фантазии и танцевальные пьесы, в которых использовались темы народных танцев — фолии, чаконы, вилана. Португальская музыка обогащала искусство испанских музыкантов, служивших при португальском дворе (виуэлисты Л. де Милан, Д. Писадор и М. де Фуэнльяна, органист А. де Кабесон, клавикордист Ф. де Сота, и другие). В середине XV века король Альфонс V реорганизовал придворную капеллу по образцу английской, в которой работал Д. Данстейбл, чьё творчество оказало влияние на развитие полифонической музыки в Португалии. В числе крупнейших португальских полифонистов XV—XVI веков — Т. да Силва (сборник «Любители музыки» — Los amables de la musica), Ж. де Менезеш, М. Машаду де Азеведу, Г. де Баэна, Педру де Кришту и разносторонний музыкант каноник Э. де Павиа из Коимбры. Расцвет хоровой полифонической музыки во 2-й половине XVI—XVII веках (так называемый «золотой век португальской музыки») связан с деятельностью М. Мендеша (сборник «Искусство церковного пения» (Arte de cantochгo)), Д. Лобу, M. Кардозу (сборник пассионов, издан в 1595), Ф. де Магальяйнша, Д. Диаша де Мелгасу, Л. Ребелу, Л. де Кришту. Инструментальную музыку писали М. Коэлью (сборник «Цветы музыки» (Flores de musica), Лиссабон, 1620; включал 28 тентос для клавишных инструментов и арфы), органист Ф. Корреа де Араужу (руководство по искусству игры на органе — Facultad Organica, Алькала, Испания, 1626), А. да Круш, автор самого раннего руководства по искусству игры на скрипке и сочинений для неё (Lira de arco ou Arte de tanger rabeca, Лиссабон, 1639). В XVI—XVII веках появились национальные музыкальные теоретики, такие как Д. ди Гойш («О музыкальной теории», год и место издания неизвестны), А. Барбозу ("О происхождении музыкальных тонов, издано в Севилье, 1520), Ж. Осорью («О музыке», издано в Кёльне, 1588), П. Фалезиу («О церковном пении», издано в Коимбре, 1617), А. Фернандеша («О церковном пении», издано в Лиссабоне, 1626); трактат короля Жуана IV — прогрессивное для середины XVII века полемическое сочинение в защиту новой музыки (1649); Жуан IV был основателем крупнейшей музыкальной библиотеки в Лиссабоне (погибла при катастрофическом землетрясении 1755).
Музыкальное образование в Португалии в XVII—XVIII веках было главным образом церковным, основными центрами его были Патриаршая семинария в Лиссабоне, семинария Сан-Педру в Браге, Королевский колледж в Вила-Висозе, монастырь Санта-Каталина в Рибамаре и другие церковные учреждения; музыкальная теория преподавалась в университете в Коимбре.

### XVII—XVIII века
С конца XVII века в течение 200 лет в музыкальной жизни Португалии господствовала итальянская опера. С 1682 года королевский двор регулярно организовывал выступления в Лиссабоне многочисленных итальянских трупп. Были построены специальные оперные театры — «Театру да Ажуда», «Опера ду Тежу», «Театру ди Салватерра», «Театру ди Келуш», «Театру ду Байру-Алту» и других; в 1793 в Лиссабоне открылся королевский театр «Сан Карлуш». Португальские певцы посылались обучаться искусству бельканто в Италию; там же получали образование крупнейшие португальские оперные композиторы 18 века — Франсишку ди Алмейда (автор первой национальной португальской оперы «Терпение Сократа», 1733, поставлена в 1793), Ж. С. Карвалью (12 опер), Д. Перес (около 30 португальских и итальянских опер, в том числе «Героизм Сципиона», 1741; «Александр в Индии», 1745; «Демофонт», 1752; «Сулейман», 1757), а также М. А. Португал да Фонсека, оперы которого ставились в крупнейших театрах Европы, в том числе в Санкт-Петербурге («Принц-трубочист», «Двое горбатых») и Париже (его оперу «Обольстительный философ» Наполеон выбрал для открытия сезона итальянской оперы в 1801). Основоположники национальной оперы — А. Тейшейра и главным образом А. Ж. да Силва, оперы которого, по жанру близкие к испанской сарсуэле, отмечены чертами зарождавшегося национального стиля (комическая опера «Жизнь великого Дон Кихота из Ла Манчи», 1739). Однако национальное направление не получило развития в оперной музыке Португалии; композиторы следующего поколения — Ж. Ж. Балди, Л. Ш. душ Сантуш, А. Леал Морейра, А. Силва и другие — продолжали подражать итальянским образцам. Одновременно оперные композиторы писали культовую хоровую и инструментальную музыку, в том числе д’Алмейда, Периш. Выделялись инструментальные сочинения К. Сейшаша, церковного органиста и руководителя королевской капеллы (1721-29) в Лиссабоне. Он был (по некоторым сведениям) учеником Д. Скарлатти, автором ряда оригинальных, окрашенных национальным колоритом сонат и токкат для клавесина в духе итальянских и испанских сонат того времени; написал также 10 месс, мотеты, сочинения для органа. Пользовались известностью инструментальные сочинения Карвалью (наряду с операми); в его сонатах, ричеркарах, токкатах и других клавесинных пьесах уже проступали черты фортепианного стиля.

### XIX век
В начале XIX века окончательно сформировался жанр фаду (сольная лирическая песня под аккомпанемент португальской гитары), ставший самым распространённым песенным жанром Португалии.
Развитию инструментальной музыки в Португалии способствовали созданные в начале XIX века первые музыкальные общества и оркестры, в том числе Филармоническое общество в Лиссабоне, организованное в 1822 Ж. Д. Бонтемпу, композитором, пианистом и педагогом, основателем (1835) и руководителем первой Королевской консерватории (позднее — Национальная лиссабонская консерватория). Бонтемпу был первым автором национальных симфонических и камерно-инструментальных сочинений, однако у него не оказалось последователей, и до конца 19 века португальские композиторы продолжали писать традиционные итальянские оперы; среди них — Ф. Ca ди Норонья, М. А. Перейра, Ф. ди Фрейташ Газул. В конце 19 века в португальскую музыку стали проникать французское и немецкое влияния, привнесённые А. Машаду (окончил Парижскую консерваторию), который стал автором опер в духе французской лирической оперы — «Лауреана» (1883), «Марио Веттер» (1898), «Венера» (1905), «Боргезина» (1909) и др., и 20 оперетт, в том числе «Солнце Наварры» (1870), «Золотой крест» (1873), «Мария ди Фонт» (1879). Под влиянием Р. Вагнера написана опера «Любовь и гибель» (1907) Ж. Аррою. Оперетты в Португалии в конце 19 века писали также С. ди Кардозу, Ф. Дуарти, В. Пинту. С середины 19 века в главных городах страны был создан ряд концертных организаций, в том числе «Академия Мельпомены» (1845), общество «Публичные концерты» (1860), музыкальная ассоциация «24 июня» (1879-88) в Лиссабоне; в организуемых ими концертах участвовали зарубежные дирижёры, исполнявшие сочинения Р. Вагнера, Ф. Листа и других композиторов того времени. В 1863 пианист Г. Дади организовал в Лиссабоне 1-й публичный концерт классической камерной музыки; им основано также Общество классических концертов (1874) и Концертное общество Лиссабона (1875), которые просуществовали недолго. Среди других организаторов концертов — Г. Косоль и Э. Неуман. Главным распространителем симфонической и камерной музыки в Португалии была на протяжении полувека (с 1884) Королевская академия любителей музыки. Музыкальные коллективы создавались также в Порту — Филармония (с 1852; основана Ф. Э. да Кошта), Квартетное общество (1874), Общество камерной музыки (1883); в Порту (с 1881) существует хор «Орфеон», основанный видным музыкальным деятелем М. ди Ca, который позднее также организовал Общество симфонических концертов, Музыкальную ассоциацию народных концертов и Ассоциацию педагогов класса смычковых инструментов (руководил её концертами); в 1917 в Порту открыта консерватория. Были созданы специализированные музыкальные журналы и газеты — «Arte Musical», «Amphion», «Gazeta de Harmonia», «Gazeta Dramбtico-Musical di Lisboa», «Anais di Orfeгo Portuense».

### XX—XXI века
Несмотря на некоторое оживление музыкальной жизни, португальская музыка в XX веке не выдвинула таких ярких деятелей, как представители испанского Ренасимьенто.
В 1-й половине XX века в Португалии большее развитие (по сравнению с оперой) получила инструментальная музыка. Выдвигаются крупные композиторы и исполнители, учившиеся главным образом в Германии. Один из наиболее одарённых — композитор, пианист и дирижёр Жозе Виана да Мотта (ученик крупнейших немецких мастеров — Ф. К. Шарвенки, Ф. Листа, X. фон Бюлова). Своей симфонией «Родина», «Португальской рапсодией» для фортепиано и многими фортепьянными пьесами и хоровыми сочинениями, отмеченными художественным мастерством и близостью к национальному музыкальному фольклору, Виана да Мотта заложил основы национальной португальской музыки XX века. Он был также музыковедом, руководителем Концертного общества Лиссабона (с 1917) и руководителем Лиссабонской консерватории (1919—1938). Среди других португальских композиторов первой половины XX века:
- О. да Силва (учился в Берлине; 2 струнных квартета, скрипичная соната, фортепьянные пьесы и другие камерно-инструментальные сочинения);
- Л. Фрейташ Бранку (ученик Э. Хумпердинка, один из руководителей Лиссабонской консерватории, в 1926—1938 директор театра «Сан-Карлуш»; 5 симфоний, драматическая симфония «Смерть Манфреда» для солистов, хора, органа и оркестра, симфонические поэмы, 2 оркестровые «Португальские сюиты», фортепьянные сочинения и др.);
- Р. Коэлью (главным образом оперы, а также симфонические сочинения);
- К. Карнейру (ученик П. Дюка; балет, оркестровые пьесы, камерно-инструментальные сочинения в духе французских импрессионистов).

Национальным колоритом окрашены сочинения И. Круша («Лузитанские мотивы» для оркестра, симфонические поэмы «Лиссабон» и «Коимбра») и особенно Ф. Лопиш Грасы — воспитанника, затем профессора Лиссабонской консерватории, музыкального критика и прогрессивного общественного деятеля, пропагандиста современной музыки, основателя общества современной камерной музыки «Соната» (1942). В балетах, оркестровых и вокальных сочинениях, в том числе в песнях на слова Ф. Гарсиа Лорки для тенора и инструментального ансамбля и многих камерно-инструментальных и других произведений, Ф. Лопиш Граса использовал национальный музыкальный фольклор. Подъём музыкальной жизни Португалии в 20 веке связан также с деятельностью пианиста и музыковеда М. А. Ламбертини, основателя Общества камерной музыки (1900-15), С. Л. ди Брага, организатора выступлений (с 1900) симфонических оркестров из Берлина, Мюнхена, Парижа, стимулировавших создание национальных оркестровых коллективов (организованные в 1909 М. А. Ламбертини и в 1910 скрипачом Ж. Кардоной оркестры вскоре прекратили существование из-за финансовых трудностей). Первый постоянный национальный симфонический оркестр, основанный в 1911 С. Л. ди Брага (проработал до 1928) исполнял произведения Р. Вагнера и французских импрессионистов. Оркестр, основанный виолончелистом Д. ди Соза в 1914, пропагандировал классическую русскую музыку. Некоторое время (с 1928) новый оркестр под управлением П. ди Фрейташа Бранку (1920) исполнял сочинения современных композиторов. В числе исполнителей начала 20 века — пианисты Л. Мендиш, Ф. Лайриш, А. Мареа, скрипач А. Беттенкур, певец Ф. д’Андради, пианист и музыковед С. Кастнер. В Лиссабоне в 1920-е годы выступали крупнейшие иностранные музыканты — пианисты М. Розенталь, А. Рубинштейн, X. Итурби, скрипачи П. Коханьский, X. де Манен, виолончелисты П. Казальс, Г. П. Пятигорский и другие солисты и коллективы (в том числе Римский квинтет). С середины 1930-х годов видные зарубежные артисты исполняли новейшую музыку в симфонических и камерных концертах организованного в 1935 Элизой ди Соза Педрозу Кружка музыкальной культуры (президент М. Н. Маседу), который имел филиалы во многих городах страны. Среди музыкальных обществ Португалии — Общество Португальских авторов (SPA), Лиссабонское концертное общество, Хоровое общество (основано в 1931, один из руководителей И. Круш, 1940—1947), Общество изящных искусств, «Музыкальная молодёжь Португалии» (с 1960-х годов, основатель — Ж. Брага Сантуш), «Музыкальное возрождение» (пропагандирует старинную португальскую музыку, основано И. Крушем в 1923), Хоровое общество «Дуарти Лобу» (основано И. Крушем в 1930). Среди композиторов 1950—1970-х гг. — Ж. Брага Сантуш (также дирижёр) — автор опер и симфонических сочинений, А. Касуту, использующий серийную технику (также дирижёр), Ф. Пириш, представитель авангардизма, Ж. Пешинью, автор теоретических работ.
Революция гвоздик, а также вхождение Португалии в Европейский союз способствовали дальнейшему развитию музыкальной культуры страны, росту числа консерваторий и специализированных музыкальных школ, в контексте свободы, а также музыкальных фестивалей. Большую роль в поддержке развития культуры в Португалии, в том числе музыкальной, играет основанный в 1953 Фонд Гюльбенкяна.
Главные музыкальные учебные заведения в современной Португалии — Национальная консерватория в Лиссабоне, Муниципальная консерватория в Порту и Музыкальная академия в Коимбре, а также Академия любителей музыки в Лиссабоне (частная консерватория), специальные лицеи с кафедрами музыки. В 1930-е годы созданы симфонические оркестры в Лиссабоне — Национального радиовещания, Лиссабонский филармонический (с 1937, руководитель И. Круш), Национального совета, Радио Порту (руководитель С. Перейра); камерный оркестр фонда Гульбенкяна (руководитель М. Табачник). Духовые оркестры существуют в Лиссабоне и других городах. Культовая музыка исполняется в кафедральном соборе в Порту, где выступают крупнейшие хоры и органисты. Проводятся музыкальные фестивали — фонда Гульбенкяна (Лиссабон; май — июнь; исполняются оперы, балеты, классическая музыка), фестиваль в городе Синтра (ежегодно, в августе). Работают также общества хоровой музыки и духовые оркестры в других городах. Создана ассоциация композиторов в Лиссабоне. Организованы Центр по изучению искусства григорианского пения, Кабинет музыкальных исследований при Национальном секретариате по делам искусств (GEMEN).
Музыкальные сочинения публиковали издательства «Сассетти и К» в Лиссабоне, «Портукаленш» в Порту. Было создано португальское отделение американской фирмы грампластинок «His masters voice»; с 1960-х годов выпускалась серия пластинок «Антология музыкального фольклора Португалии» (руководитель серии — Ф. Лопиш Граса).
Музыкальная периодика представлена изданиями «Revista do Conservatorio», «Musica», «O Eco Musical» (с 1911), «Arte Musical» (с 1932), «De mũsica», «Gazeta Musical» (с 1951). С 1970-х годов издаётся журнал «Panorama», посвящённый общим вопросам культуры.

## Современная португальская музыка

### Народная музыка

#### Фаду

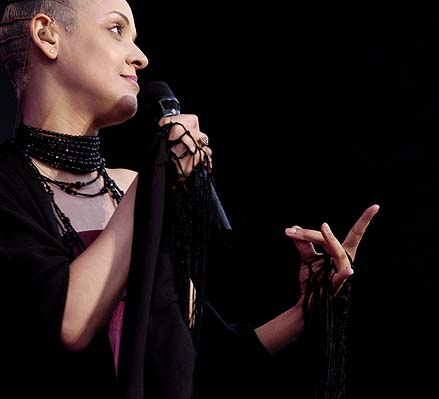
Мариза, исполнительница фаду

Фаду играет важную роль в национальной самоидентификации португальцев, так как проводит четкую грань между яркими и живыми испанскими ритмами, представляющими буйный и резкий испанский характер, и мягкой и меланхоличной душой португальского народа.
Существует два основных центра фаду: Лиссабон и Коимбра. Коимбрский стиль фаду неразрывно связан с академической традицией Коимбрского университета. Он имеет более утонченные мелодии и исполняется исключительно мужчинами. В Лиссабоне фаду исполняются в основном в так называемых домах фаду (порт. casa do fado), как мужчинами, так и женщинами. Королевой фаду считается Амалия Родригеш. Современные португальские исполнительницы Мариза и Ана Моура сделали многое для того, чтобы этот жанр завоевал внимание слушателей в других странах мира.

### Поп-музыка
см. Поп-музыка

### Португалия на Евровидении
С 1964 года Португалия участвует в конкурсах песни Евровидения, наилучший результат её представителями был достигнут в 2017 году — страна впервые выиграла конкурс. Победу принёс джазовый артист Салвадор Собрал с песней Amar Pelos Dois, авторство которой принадлежит композитору Луизе Собрал, сестре исполнителя. Заявка набрала 758 баллов, тем самым она установила рекорд по наибольшему количеству набранных баллов за всю историю конкурса, при этом возглавив голосование как профессиональных жюри, так и телезрителей.
Португалия получила право на проведение конкурса 2018 года, который прошёл с 8 по 12 мая в Алтис-Арена в Лиссабоне.

### Рок-музыка
«Quarteto 1111», основанный в 1961 году, стал первой и довольно успешной португальской симфорок-группой.
1980-е характеризуются появлением течения Boom do Rock Português, к которому приложил руку коллектив GNR, исполняющий песни в стиле поп-рок на португальском языке.
Одной из самых популярных метал-групп из Португалии начиная с 90-х и по сей день остается «Moonspell», они вкрапляли фолк-элементы на протяжении всей своей истории; в 2017 году вышел их альбом на португальском языке 1755, посвященный теме грандиозного землетрясения того года. 
Сотрудничеством с ними, а также собственным творчеством на ниве готик-дум в 2005—2012 годах запомнится коллектив «Ava Inferi». 
Фолк-готик-метал группа «Hyubris» не столь широко известна, основной период ее деятельности — с 1998 по 2009 год; коллектив использовал португальскую гитару.

### Певцы португальского происхождения в мире
Такие исполнители как Нелли Фуртаду, Кэти Перри, Кенни Роджерс, Нуну Беттанкур (последний — уроженец Азорских островов) популярны в Северной Америке, хотя только Нелли Фуртаду отразила в своем творчестве португальское происхождение (главным образом в малоизвестных песнях из её первых альбомов).
Стив Перри, бывший ведущий солист рок-группы Journey также является американцем португальского происхождения.

## Музыкальное образование в Португалии
Главные музыкальные учебные заведения Португалии —
Высшая школа кино и театра — преемница Национальной консерватории в Лиссабоне, учреждённой в 1836 году королевой Марией II,
муниципальная консерватория в Порту и
музыкальная академия в Коимбре, а также
Академия любителей музыки в Лиссабоне (частная консерватория) и
специализированные лицеи с музыкальными кафедрами.